# 展览中心站 (基辅地铁)
展覽中心站（羅馬化：Vystavkovyi tsentr  （ⓘ））是基輔地鐵奧博隆-特列姆基線的一個車站，站名取自附近的烏克蘭展覽中心。展覽中心站開通於2011年12月31日。